# نادر لطیفی
نادر لطیفی (زاده ۷ بهمن ۱۳۱۷) بازیکن سابق فوتبال ایران است. وی سابقه بازی در تیم‌های نادر، شعاع و شاهین را دارد.
وی سابقه ۵ بازی ملی و حضور در بازی‌های المپیک تابستانی ۱۹۶۴ را در کارنامه دارد. لطیفی سرمربی فوتبال ناشنوایان ایران در المپیک ۲۰۰۱ رم و المپیک ۲۰۰۵ استرالیا ملبورن نیز بوده است.